# Knesset
Knesset (hebreiska: כנסת, arabiska: الكنيست) är Israels lagstiftande församling med 120 ledamöter, valda för en mandatperiod på fyra år.
Knesset stiftar lagar, övervakar regeringen och kan ha förtroendeomröstning om regeringen. Dessutom väljer Knesset landets president.
Knesset leds av en talman, som från 29 december 2022 är Amir Ohana från Likud.

## Historia
Knesset i sin nuvarande form bildades 1949.
I början samlades Knesset i Froumines hus men år 1955 fattade det beslut att bygga ett nytt parlamentshus som fick 1,25 miljoner pund från den franska baronen Edmond James de Rothschild som donation. Sedan 1966 har det haft sitt säte på Kiryat Ben Gurion i Jerusalem.
Sedan 2004 har Knesset haft sin egen kanal som rapporterar om dess verksamhet. Kanalen finns endast på hebreiska och sänder inte under sabbaten.

## Ledamöter
Enligt lagen ska personen som väljs till Knesset uppfylla följande krav:
- åtminstone 21 år gammal
- rösträtt i valet
- israeliskt medborgarskap (personer med dubbelt medborgarskap kan kandidera enbart ifall det inte går att avträda sitt andra medborgarskap)
- har inte förlorat sin valbarhet på grund av rättens beslut

Det är förbjudet för Knessets ledamöter att arbeta eller fungera som företagare under sin mandatperiod. Volontärarbete är dock tillåtet.
Den israeliska partifloran är mycket brokig, inget enskilt parti har någonsin lyckats vinna egen majoritet och det är sällan Knesset sitter en hel mandatperiod, utan nyval.

## Mandatfördelning
Följande partier har mandat i Knesset efter valet 17 september 2019:
| Parti  | Parti               | Mandater | ±  |
| ------ | ------------------- | -------- | -- |
|        | Blåvitt             | 33       | –2 |
|        | Likud               | 31       | –8 |
|        | Förenade arablistan | 13       | +3 |
|        | Shas                | 9        | +1 |
|        | Yisrael Beiteinu    | 8        | +3 |
|        | Torahpartiet        | 8        | 0  |
|        | Höger               | 7        | +2 |
|        | HaAvoda             | 6        | 0  |
|        | Demokratisk unionen | 5        | +1 |
| Totalt | Totalt              | 120      | –  |

## Regeringskoalitioner

### Valet 2006
Kadima, Arbetarpartiet, Shas och Gil bildade den 4 maj 2006 en koalitionsregering med stöd av 67 parlamentsledamöter.
I slutet av oktober samma år inbjöds även Yisrael Beytenu att ingå i regeringen, trots protester från Arbetarpartiet.

### Valet 2009
Den 20 februari fick Benjamin Netanyahu, partiledare i Likud, uppdraget att bilda regering av president Shimon Peres. 16 mars anslöt sig Yisrael Beitenu till regeringsbildningen, 22 mars Shas och 24 mars meddelades att Arbetarpartiet kommer att ingå. Därmed finns det en regeringsmajoritet på 66 mandat av 120 för den nya höger-vänsterregeringen. Den 31 mars 2009 röstade 69 ledamöter fram den nya regeringen med Benjamin Netanyahu som premiärminister, Ehud Barak (Arbetarpartiet) som försvarsminister och Avigdor Lieberman (Yisrael Beitenu) som utrikesminister.